# Cantón de La Garenne-Colombes
El cantón de La Garenne-Colombes era una división administrativa francesa, que estaba situada en el departamento de Altos del Sena y la región de Isla de Francia.

## Composición
El cantón estaba formado por la comuna que le daba su nombre:
- La Garenne-Colombes

## Supresión del cantón de La Garenne-Colombes
En aplicación del Decreto nº 2014-256 de 26 de febrero de 2014, el cantón de La Garenne-Colombes fue suprimido el 22 de marzo de 2015 y su comuna pasó a formar parte del nuevo cantón de Colombes-2.